# Det nya folket
Det nya folket (originaltitel The Inheritors) är en roman skriven av den brittiske författaren och nobelpristagaren William Golding år 1955 (engelsk utgåva). Romanen blev först utgiven på svenska elva år senare, år 1966.
Detta var Goldings personliga favorit av alla hans romaner och handlar om utrotningen av de sista kvarvarande individerna från Neandertalarstammen i händerna på den mer avancerade (och illvilliga) nyligen utvecklade arten Homo sapiens. Precis som Flugornas herre, utforskar Golding ämnen som människans ondska, men också naturens under och hur viktigt familjerelationer är.

## Figurer
- Lok—Den yngste vuxna hanen av gruppen, mycket ointelligent och talar ofta utan att tänka.
- Fa—En vuxen kvinna, Loks partner och mor till Liku, den mest intelligenta i gruppen.
- Liku—Loks och Fas unga dotter, cirka 5 år.
- Ha—En vuxen man, mer intelligent än Lok, partner till Nil.
- Nil—Modern till en ung baby, omvårdar fortfarande Den Nya, lider mest av bristen av mat.
- Mal—Den äldsta mannen i gruppen, anses vis och är den som utser beslut.
- Den Gamla - Den äldsta kvinnan i gruppen, anses vis och är Mals partner.
- Tuami - En kortväxt cromagnonmänniska som tillhör "Det nya folket".
- Vivani - En tjock cromagnonkvinna och Tuamis kärleksintresse.
- Tanakil - En cromagnonflicka som blev Likus vän när hon och Den Nya blev kidnappade av Det nya folket.
- Marlan - Hövding och shamanen av cromagnonstammen och Tuamis rival.